# Teleférico de Mérida (Venezuela)
O teleférico de Mérida Mukumbarí, é um sistema teleférico localizado na Venezuela, no estado de Mérida. O teleférico percorre 12,5 Km e alcança uma altitude de 4765 metros, tornando um dos teleféricos mais altos do mundo. É considerado um dos lugares mais importantes da cidade e do país.
O projeto foi ideia do Clube Andino Venezuelano com o propósito de facilitar o acesso à cordilheira andina. Esse  projeto foi aprovado pelo governo venezuelano no ano de 1952, suas construções começaram em 1955 e finalmente em março de 1960 ocorreu a abertura ao público. 

## Estações[2]

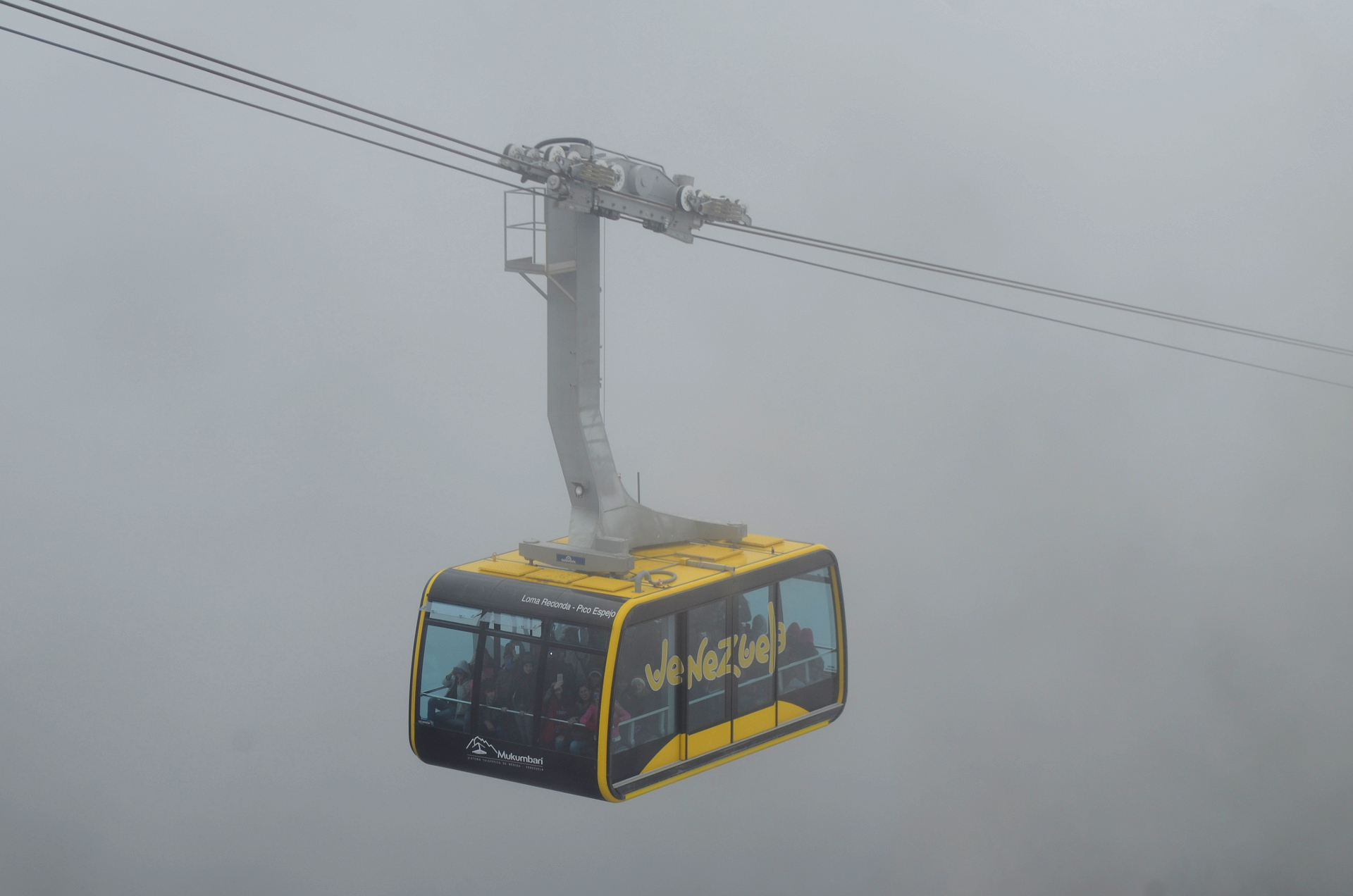
Teleférico de Mérida

O percurso tem uma duração em torno de  50 minutos e conta com cinco estações:
1. Estação Barinitas: localizada a 1577 metros sobre o mar.
2. Estação La Montaña: localizada a 2452 metros sobre o nível do mar.
3. Estação La Aguada: localizada a 3452 metros sobre o nível do mar.
4. Estação Loma Redonda: localizada a 4045 metros sobre o nível do mar.
5. Estação Pico Espejo: é a última estação do percurso e está localizada a 4756 metros sobre o nível do mar.